# Honda VT 600C Shadow
La denominazione VT 600C e il soprannome di Shadow identifica una serie di moto custom prodotta in Giappone da Honda a partire dal 1988.

## Il contesto
Questa moto, grazie al suo design e soprattutto al prezzo d'acquisto particolarmente basso, si fece strada nel settore delle motociclette custom, fino ad allora rappresentato quasi esclusivamente della statunitense Harley Davidson. Questo modello, meno costoso della Harley-Davidson Sportster (quasi la metà del costo d'acquisto) ha permesso l'apertura del genere custom ad un maggior numero di utilizzatori finali.
Vista la categoria di destinazione la VT 600 era equipaggiata da un motore bicilindrico a V da 583 cm³, raffreddato a liquido e alimentato a carburatore che erogava 39 CV di potenza. Comandato attraverso un cambio a 4 o 5 rapporti in base all'anno di produzione aveva una trasmissione finale a catena.
Anche l'impianto sospensivo e quello frenante avevano caratteristiche standard per un tipo di moto con indole poco sportiva: all'anteriore era presente una forcella telescopica con un'inclinazione pronunciata e un freno a disco singolo da 296 mm, posteriormente un classico monoammortizzatore e un freno a tamburo da 160 mm.
La VT 600C Shadow uscì dai listini europei con l'avvento della ben più costosa Black Widow 750, moto dotata di sistema di iniezione elettronica (e quindi omologato Euro 1) in grado di rispettare le nuove norme anti-inquinamento.
La definitiva fine della produzione avviene nel 2008.